# Mahram
Der Begriff Mahram oder Mehram (arabisch محرم, DMG maḥram, türkisch Mahrem) bezeichnet im Islam ein Verwandtschaftsverhältnis, in dem Heirat/Geschlechtsverkehr als Harām angesehen wird, oder Personen, vor denen eine Muslima ihre ʿAura nicht durch einen Hidschab oder ähnliches verhüllen muss.

## Personen, zwischen denen Heirat verboten ist

### Blutsverwandte
- Eltern, Großeltern und deren Vorfahren (äquivalent zu Kinder, Enkel und deren Nachkommen)
- Geschwister und deren Nachkommen (äquivalent zu Geschwister der Eltern)

In Sure an-Nūr Vers 31 wird aufgezählt, vor welchen Personen (= Mahram) eine Frau sich nicht verhüllen muss:

„Und sprich zu den gläubigen Frauen, dass sie ihre Blicke zu Boden schlagen und ihre Keuschheit wahren und ihren Schmuck nicht zur Schau tragen sollen – bis auf das, was davon sichtbar sein darf, und dass sie ihre Tücher um ihre Kleidungsausschnitte schlagen und ihren Schmuck vor niemand (anderem) enthüllen sollen als vor ihren Gatten oder Vätern oder den Vätern ihrer Gatten oder ihren Söhnen oder den Söhnen ihrer Gatten oder ihren Brüdern oder den Söhnen ihrer Brüder oder Söhnen ihrer Schwestern oder ihren Frauen oder denen, die sie von Rechts wegen besitzen, oder solchen von ihren männlichen Dienern, die keinen Geschlechtstrieb mehr haben, und den Kindern, die der Blöße der Frauen keine Beachtung schenken. Und sie sollen ihre Füße nicht so (auf den Boden) stampfen, dass bekannt wird, was sie von ihrem Schmuck verbergen. Und wendet euch allesamt reumütig Allah zu, o ihr Gläubigen, auf dass ihr erfolgreich sein möget.“

### Mahram nach Gesetz (Verschwägerte)
- Eltern, Großeltern des Ehepartners und deren Vorfahren
- Ehepartner der Kinder

### Milchverwandtschaft (Raḍāʿ)
Die sogenannte Milchverwandtschaft entsteht, wenn eine Mutter ein nicht leibliches Kind stillt. Dieses steht mit ihr und allen weiteren Angehörigen, z. B. eigene Kinder, Kinder der Stillenden usw. im gleichen Verhältnis wie Blutsverwandte. 
Im Qur'an wird darauf eingegangen in Sura An-Nisa Vers 22–23 :

„Verboten sind euch (zur Heirat) eure Mütter, eure Töchter, eure Schwestern, eure Vaterschwestern und Mutterschwestern, eure Brudertöchter und Schwestertöchter, eure Nährmütter, die euch gestillt haben, und eure Milchschwestern und die Mütter eurer Frauen und eure Stieftöchter, die in eurem Schutze sind, von euren Frauen, mit denen ihr (die eheliche Beziehung) vollzogen habt. Habt ihr dies jedoch noch nicht mit ihnen vollzogen, so ist es keine Sünde. Ferner die Ehefrauen eurer Söhne aus eurer Abstammung, und ihr sollt nicht zwei Schwestern zusammen haben, es sei denn (, es ist) bereits geschehen. Seht, Allah ist allverzeihend und barmherzig.“

## Begleitung auf längeren Reisen
Auf einer längeren Reise (meist länger als 24 Stunden) sollte eine Muslima von einem Mahram begleitet werden. Dies soll vor allem zum Schutz vor Belästigung, Überfällen u. ä. geschehen. Explizit ist die Begleitung der Frau durch einen Mahram während der Haddsch vorgeschrieben: 

„Kein (fremder) Mann darf sich mit einer (fremden) Frau in Zweisamkeit zurückziehen und eine Frau darf nur mit einem Mahram reisen. Ein Mann stand auf und sagte: ‹O Gesandter Allahs, ich habe mich zur Teilnahme an den Schlachten von Soundso und Soundso gemeldet, und meine Frau ist bereits als Pilgerin aufgebrochen!› Der Prophet sagte zum ihm: ‹Gehe (ihr nach) und vollziehe die Pilgerfahrt mit deiner Frau!›“